# Масленица Обретения Креста на горе Вараг
Масленица Обретения Креста на горе Вараг — армянский церковный праздник предшествующий посту Армянской Апостольской Церкви в честь обретения Креста на горе Вараг. Отмечается по традиции в одно из воскресений сентября

## Традиции и обычаи
Согласно армянской церковной традиции, Масленица является воспоминанием человеческого счастья, которым наслаждались в своё время Адам и Ева в раю. Человеку, согласно ей же, можно было вкусить все плоды за исключением плода с дерева знания, который символизирует пост идущий за масленицей. Масленица является выражением добродетелей. В этот день люди выходят из траура и начинают радоваться, забывают о страданиях и находят утешение. Каждый христианин смиренностью души, покаянием, постом и с надеждой на милость Бога приступает к Посту
«Масленица Обретения Креста на горе Вараг» является армянским церковным праздником, отмечаемым, согласно армянской церковной традиции в воскресный день перед постом, который предшествует Обретения частички Крестного Древа Иисуса Христа захороненной св. Девой Рипсимэ на горе Вараг. Эта реликвия нашлась в седьмом веке, после чего Армянская Апостольская Церковь, наряду с другими праздниками Креста, начала отмечать также Праздник Обретения Креста на горе Вараг Отмечается в один из воскресных дней сентября

## Дата начала
Армянская Апостольская Церковь в целом живёт по Григорианскому календарю, но общины в диаспоре, на территории церквей, использующих Юлианский календарь, по благословению епископа могут жить и по Юлианскому календарю. То есть календарю не придается «догматического» статуса
| даты начала "Масленица Обретения Креста на горе Вараг" по Григорианскому календарю (по Юлианскому + 13 дней) |                  |
| 9 сентября 2011                                                                                              | 23 сентября 2012 |
| 22 сентября 2013                                                                                             | 21 сентября 2014 |
| 20 сентября 2015                                                                                             | 18 сентября 2016 |
| 24 сентября 2017                                                                                             | 23 сентября 2018 |
| 22 сентября 2019                                                                                             | 20 сентября 2020 |
| 19 сентября 2021                                                                                             | 18 сентября 2022 |
| 24 сентября 2023                                                                                             | 22 сентября 2024 |
| 21 сентября 2025                                                                                             | 20 сентября 2026 |
| 19 сентября 2027                                                                                             | 24 сентября 2028 |
| 23 сентября 2029                                                                                             | 22 сентября 2030 |